# Gran maestre masón

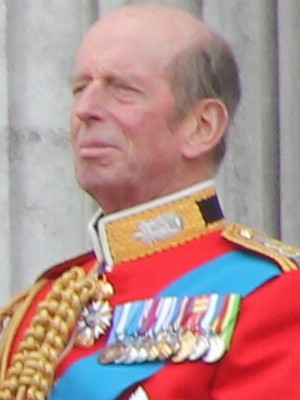
El duque de Kent, Eduardo de Kent (1935) gran maestre de la Gran Logia Unida de Inglaterra

El título tradicional de gran maestre se suele otorgar al líder de una orden o hermandad. En el caso particular de la Masonería, aparece con la creación de la primera obediencia masónica, en Londres, a principios del S XVIII .

## Origen del término
El título se derivaría del oficio de grandes maestres de órdenes caballerescas. A veces se le llama "el gran maestre más venerable".

## Historia
El primer gran maestre de una obediencia masónica fue Anthony Sayer, elegido en 1717 para encabezar la " Gran Logia de Londres y Westminster ". George Payne lo sucedió al año siguiente, luego John Theophilus Desaguliers en 1719.
Federico II el Grande habría sido iniciado en Brunswick el 14 de agosto de 1738. Si se hubiera declarado protector de la masonería en Prusia en 1774, probablemente nunca hubiera tenido el título de gran maestre. Asimismo, la autoría de las “Grandes Constituciones de 1786” que se le atribuyó es muy probablemente apócrifa.
En Francia, los masones franceses honraron con el título de "gran maestre de los masones en Francia", Philippe, duque de Wharton durante su breve estancia en París en 1728. Ya había sido en 1723 gran maestre de la Gran Logia de Londres. El jacobita James Hector MacLean y luego Charles Radclyffe, duque de Derwentwater, lo sucederían. El 24 de junio de 1738 se instituyó la primera Gran Logia de Francia: Louis de Pardaillan de Gondrin (1707-1743), segundo duque de Antin, "gran maestre general y perpetuo de los masones en el Reino de Francia". En 1743 fue Luis de Borbón-Condé (1709-1771), conde de Clermont, quien lo sucedió hasta su muerte, en 1771.

## Grandes maestres famosos
- Eduardo de Kent (1935), Duque de Kent de la Gran Logia Unida de Inglaterra[6]